# Young & Hungry
Young & Hungry är en amerikansk situationskomedi skapad av David Holden. Serien hade premiär 25 juni 2014 på Freeform.

## Rollista

### Huvudroller
- Emily Osment – Gabi Diamond
- Jonathan Sadowski – Joshua "Josh" Xander Kaminski
- Aimee Carrero – Sofia Rodriguez
- Kym Whitley – Yolanda
- Rex Lee – Elliot Park

### Återkommande roller
- Mallory Jansen – Caroline Penelope Huntington (säsong 1)
- Jesse McCartney – Cooper (säsong 1-2)
- Bryan Safi – Alan (säsong 2-)

### Gästroller
- Ashley Tisdale – Logan Rawlings
- Kylie Minogue – Shauna
- Keegan Allen – Tyler